# Каргино (Грязовецький район)
Ка́ргино (рос. Каргино) — хутір у складі Грязовецького району Вологодської області, Росія. Входить до складу Вохтозького міського поселення.

## Населення
Населення — 76 осіб (2010; 82 у 2002).
Національний склад (станом на 2002 рік):
- росіяни — 99 %